# Ayhan Taşkin
Ayhan Taşkin (Mersin, Turquía, 6 de enero de 1953) es un deportista turco retirado especialista en lucha libre olímpica donde llegó a ser medallista de bronce olímpico en Los Ángeles 1984.

## Carrera deportiva
En los Juegos Olímpicos de 1984 celebrados en Los Ángeles ganó la medalla de bronce en lucha libre olímpica de pesos de más de 100 kg, tras el luchador estadounidense Bruce Baumgartner (oro) y el canadiense Robert Molle (plata).